# جوليان أوغستان جوزيف ميرميه

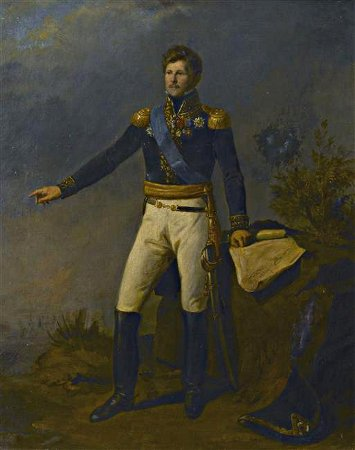
الجنرال جوليان أوغستان جوزيف ميرميه

جوليان أوغستان جوزيف ميرميه (بالفرنسية: Julien Augustin Joseph Mermet) (ولِدَ يوم 9 مايو عام 1772 في لو كينوا - توفِي يوم 28 أكتوبر عام 1837 في باريس)، جنرال شارك في الحروب النابليونيَّة كقائد فرقة في الحملة الإيطاليَّة وحرب شبه الجزيرة. يعدّ اسمه من بين الأسماء المنقوشة تحت قوس النصر.

## عهد الإمبراطورية
قاد ميرميه فرقة فرسان في جيش المارشال أندريه ماسينا خلال الحملة الإيطاليَّة سنة 1805. كان حاضرًا خلال حصار حصن غايتا الواقع على الساحل الغربي لإيطاليا في عام 1806، وذلك في الوقت الذي كان لا يزال يقود فرقته للفرسان (فوج الفرسان الثالث والعشرون وفوج الفرسان التاسع والعشرون وفوج الفرسان الثلاثون).
تولَّى ميرميه قيادة إحدى الفرق الواقعة تحت قيادة المارشال نيكولا سول إبّان الغزو الفرنسي الثاني للبرتغال في عام 1809. شارك في معركة بورتو الأولى في يوم الثامن والعشرين من مارس، ومعركة غريجو في يوم الحادي عشر من مايو. أرسلت وحدته لحراسة المدفعية والأمتعة الخاصة بالمارشال سول قبل معركة بورتو الثانية. قاتل ميرميه مع فرقة المشاة التي قادها في معركة سيرم عند نهر فوغا ونهر مارنيل.
تولَّى ميرميه قيادة الفرقة الثانية في الفيلق السادس الواقع تحت قيادة المارشال ميشال نيي خلال حملة الغزو الفرنسي الثالث للبرتغال. شارك في حصار ثيوداد رودريغو وحصار المائدة ومعركة كوا ومعركة بوساكو في عام 1810. خلال الانسحاب من البرتغال، شارك ميرميه في المناوشات في هيدجينيا وفوز دو آراوتشه كجزء من الحماية الخلفية لفيلق المارشال نيي.
قاد ميرميه فرقته المنضوية تحت جناح الفيلق السادس الواقع تحت قيادة اللواء لويس لويزون في معركة فوينتس دي أونيورو في شهر مايو من عام 1811. قاد فرقة فرسان خفيفة تابعة لجيش البرتغال الواقع تحت أمرة اللواء أونوري راي في معركة فيتوريا التي دارت رحاها في شهر يونيو عام 1813.

## وصلات خارجية
- الأسماء الـ660 المنقوشة على قوس النصر في باريس (بالفرنسية)